# Eswarahalli, Sakleshpur
Eswarahalli là một làng thuộc tehsil Sakleshpur, huyện Hassan, bang Karnataka, Ấn Độ.